# La Trappe

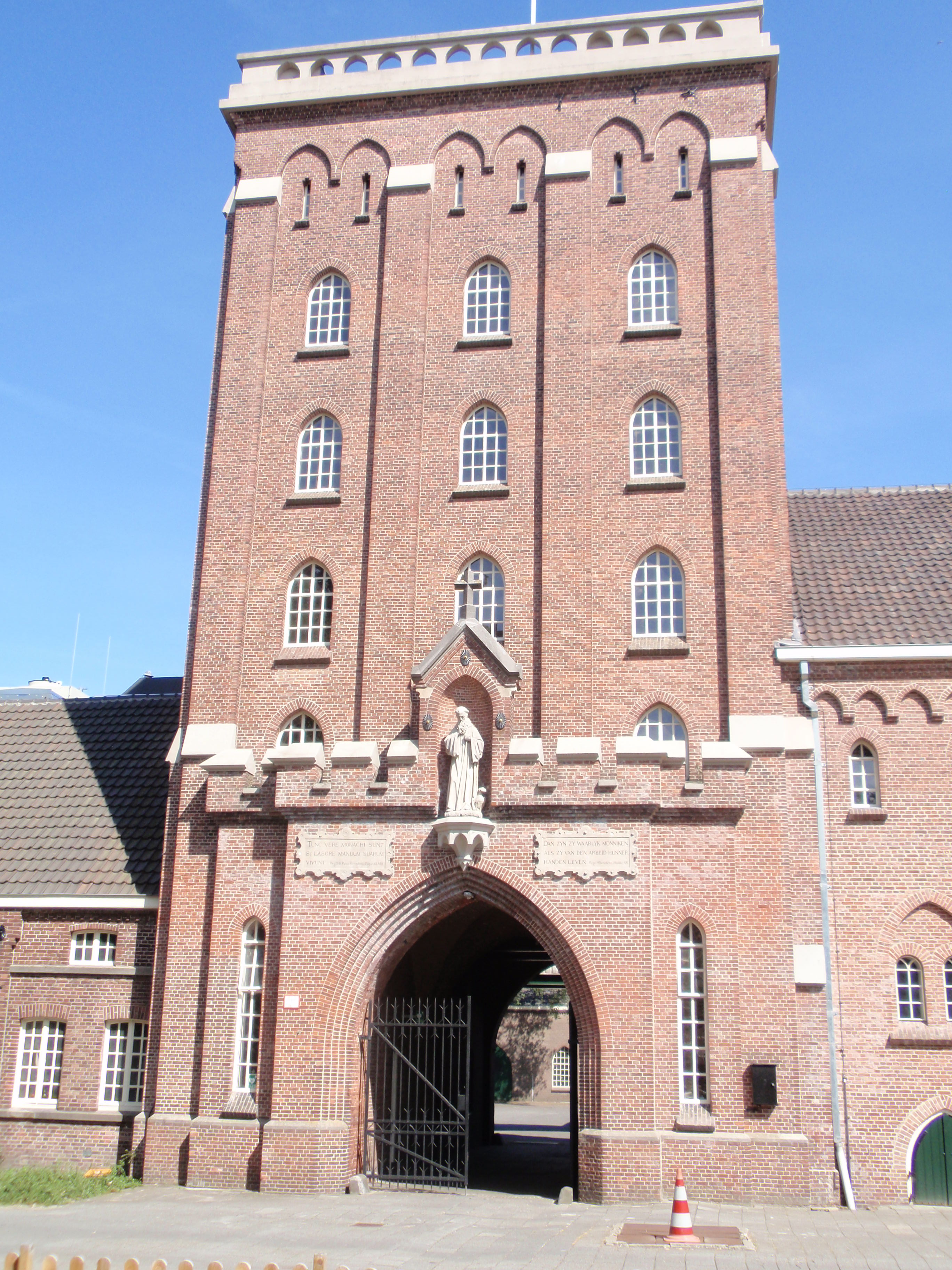
Ingången till klostret och bryggeriet.

La Trappe är ett genuint trappistöl som bryggs av Brouwerij de Koningshoeven på klostret Onze Lieve Vrouw van Koningshoeven i Tilburg i Nederländerna.

## Äkta trappistöl
La Trappe har av organisationen International Trappist Association (ITA) som äger och förvaltar varumärket Trappist ansetts vara ett äkta trappistöl med undantag för åren mellan 1999 och 2005. Trots att ölet hela tiden bryggdes på klostret ansågs det formellt inte uppfylla kraven de åren för att benämnas som "Authentic Trappist Product" på grund av att det bryggdes under kontroll av bryggeriet Bavaria. Efter en längre utvärdering tog munkarna 2005 åter över en större aktiv kontroll av produktionen varpå produktionen åter klassas som äkta trappistöl av ITA.

## Historia
Det som med tiden blev dagens kloster grundades i väldigt liten och enkel skala i ett fårstall 1880 av Sebastianus Wyart. Fårstallet renoverades till ett tillfälligt kloster och den första gudstjänsten hölls den 5 mars 1881. Munkarna försökte till en början försörja sig på jordbruk men då detta misslyckades bestämdes det 1884 av dåvarande abboten Nivardus Schweykart att satsa på ett bryggeri. Munken Isidorus Laaber skickades till München för att lära sig att brygga öl och bryggeriet grundades.
Efter Första världskriget ökade produktionen raskt och på 1920-talet moderniserades bryggeriet än en gång för att hänga med efterfrågan. "Trappistenbier Licht" introduceras 1928 som en ljus öl med ungefär 4 volymprocent alkohol och är det som idag är La Trappe Blond.
Klostret och bryggeriet drabbades som de flesta andra hårt av Andra världskriget men munkarna lyckades återställa och komma igång med produktionen efter mycket arbete. En ny pastöriseringsmaskin införskaffades 1957 och ett nytt laboratorium öppnades 1959 följt av nya jäs- och lagerkar 1967. Runt 1968 bryggdes det flera olika sorters öl men arbetet började bli för mycket för munkarna som började samarbeta med andra bryggerier.
1980 bestämde sig munkarna för att än en gång ta full kontroll över bryggeriet och brygga öl baserat på recept från 1950-talet under namnet La Trappe. 1987 bestämdes det att bryggeriet skulle moderniseras väsentligt och ett helt nytt bryggeri byggdes med tillhörande lagringskällare och stod klart 1989.
La Trappe Quadrupel introducerades 1991 och bryggdes till en början bara på vintern men på grund av stor efterfrågan så ingick den snart i det ordinarie sortimentet och bryggdes året om. Men än en gång blev arbetet för mycket för munkarna och 1991 anställdes den första direktören utifrån och 1999 inleddes ett samarbete med Bavaria Brewery.
La trappe Witte Trappist introducerades 2001 som världens första och än så länge enda trappist-veteöl och var en framgång från första stund. 2003 introducerades en annan unik öl i form av säsongsölen La Trappe Bockbier som än så länge är världens enda trappist-bocköl.
2009 firade bryggeriet sitt 125-årsjubileum genom att introducera La Trappe Isid'or som är namngiven efter bryggeriets första bryggmästare Isidorus Laaber.

## Ölsortiment

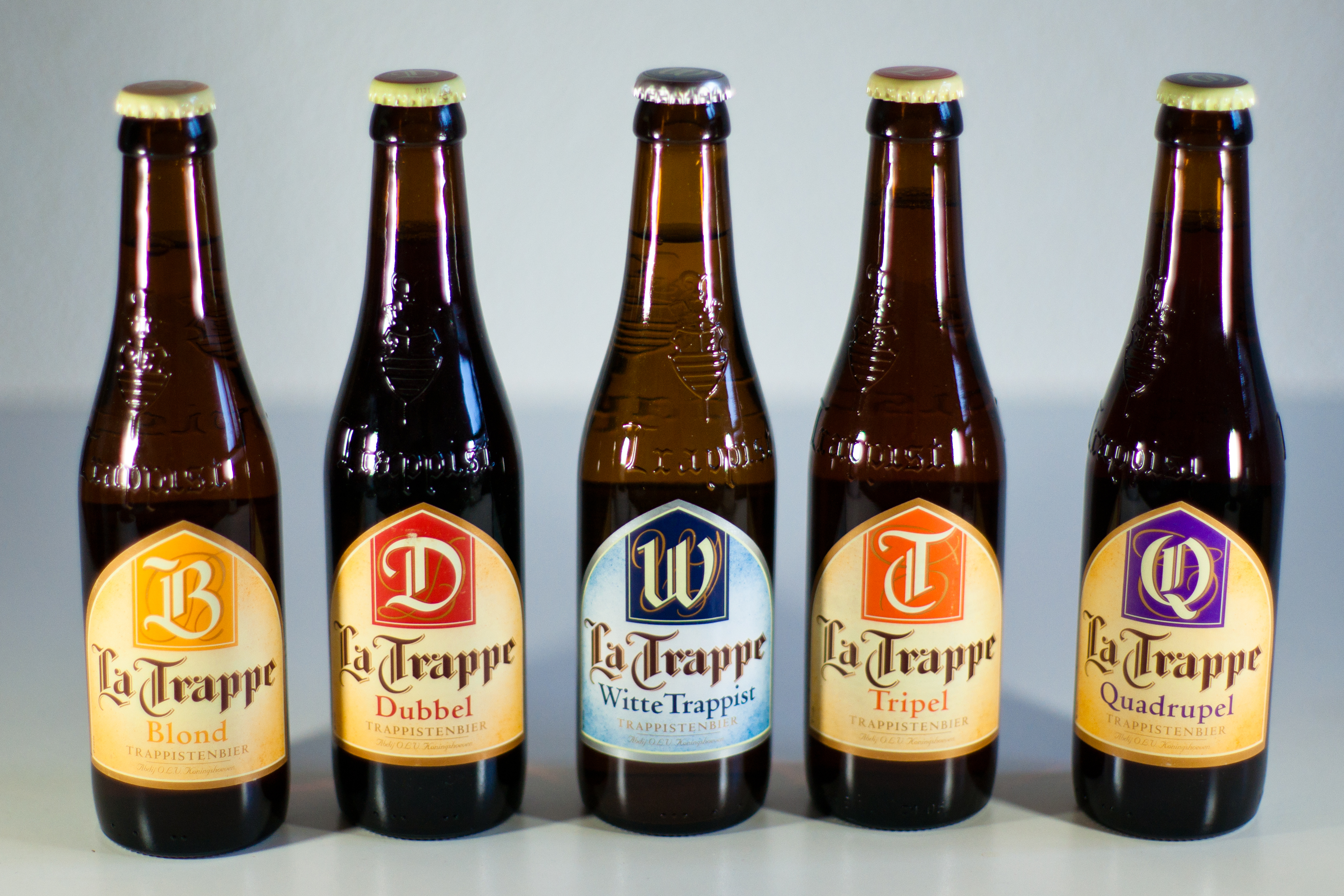
De fem vanligaste ölen från La Trappe: Blond, Dubbel, Witte Trapist, Tripel och Quadrupel

Standardsortimentet utgörs av fem ölsorter. Därtill kommer några säsongsöl och specialöl. De flesta av ölen säljs på både vanlig flaska (330 milliliter) samt på så kallad storflaska (750 milliliter)

### La Trappe Witte Trappist
Witte Trappist är en veteöl och den enda av sitt slag bland trappistölen.
- Alkoholhalt: 5,5 volymprocent
- Smak: Kryddig, nyanserad, något syrlig smak med inslag av ingefära, citrus, honung och ljust bröd. Jästfällning.
- Färg: Något oklar, ljus, gul färg.
- Doft: Kryddig, nyanserad doft med inslag av honung, ingefära och ljust bröd.
- Övrigt: Ingår på vanlig flaska i Systembolagets ordinarie sortiment.

### La Trappe Blond
Som enda öl från La Trappe har Blond inte efterjäsning på flaskan.
- Alkoholhalt: 6,5 volymprocent
- Smak: Fräsch och fruktig smak med en mjukt bitter eftersmak.
- Färg: Gyllene och klar.
- Doft:
- Övrigt: Både vanlig flaska samt storflaska finns i Systembolagets beställningssortiment.

### La Trappe Dubbel
- Alkoholhalt: 7 volymprocent
- Smak: En mjukt aromatisk och karamell-liknande karaktär med en sötaktig smak och fräsch eftersmak.
- Färg: Djup rödbrun färg.
- Doft:
- Övrigt: Finns på vanlig flaska i Systembolagets beställningssortiment.

### La Trappe Tripel
- Alkoholhalt: 8 volymprocent
- Smak: Nyanserad, fruktig smak med inslag av aprikosmarmelad, koriander, mandarin, honung och kryddor.
- Färg: Något oklar, mörk, gyllengul färg.
- Doft: Stor, nyanserad, mycket fruktig doft med inslag av aprikosmarmelad, koriander, mandarin och honung.
- Övrigt: Ingår på vanlig flaska i Systembolagets ordinarie sortiment.

### La Trappe Quadrupel
Quadrupel är den starkaste ölen från La Trappe och lagras på ekfat.
- Alkoholhalt: 10 volymprocent
- Smak: Varm och välbalanserad smak med aningen sötma och njutbar bitterhet.
- Färg: Bärnstensfärgad.
- Doft:
- Övrigt: Både vanlig flaska samt storflaska finns i Systembolagets beställningssortiment.

### Övriga
- La Trappe Bockbier - Säsongsöl. Världens enda trappist-bocköl och den enda bockölen med efterjäsning på flaskan.
- La Trappe Isid'or - Specialöl framtagen till 125-årsjubileet av bryggeriet. Finns på storflaska i Systembolagets beställningssortiment.
- La Trappe Quadrupel Oak Aged  - Specialöl i form av Quadrupel lagrad på olika ekfat i cirka 12 månader.
- La Trappe PUUR  - Ekologisk öl.